# Lotz Károly (politikus)
Lotz Károly (Budapest, 1937. április 30. –) közgazdász, országgyűlési képviselő, nagykövet.

## Családja
Lotz Antal (1900-1977) jogtanácsos és Waigand Emília (1908-1961) fia. Nős, felesége Keresztes Jolán, közgazdász, számítástechnikus. Gyermekeik Károly, 1964, kutatómérnök; Péter, 1966, banki közgazdász; Ágota, 1969, tanár.

## Életpályája
1963-ban diplomázott a Marx Károly Közgazdaságtudományi Egyetemen, 1976-ban szerzett doktori fokozatot.
1963-64-ben a Vegyianyag Nagykereskedelmi Vállalat elemző közgazdásza volt, majd 1965-től Anyagmozgatási és Csomagolási Intézet fejlesztő közgazdászaként dolgozott. 1975-től ENSZ iparfejlesztési szakértő volt Brazíliában, Mexikóban, Kubában és Bécsben. 1977 és 1990 között a Marx Károly Közgazdaságtudományi Egyetemen tanított. 1985-től 1990-ig az ACSI-ból átalakult műszaki fejlesztő vállalat gazdasági igazgatóhelyettese, majd 1987-90-ben a Világbank egyes hazai beruházásainak tanácsadója lett. 1990-ben az SZDSZ országgyűlési képviselője lett, 1994-1998 között közlekedési, hírközlési és vízügyi miniszteri tisztet töltött be.
Az IPU magyar-indiai tagozat és a magyar-görög tagozat elnöke, valamint a magyar-brit tagozat tagja volt. 1991-ben tagja lett az Európa Tanács Gazdasági és Fejlesztési Bizottságának, ugyanitt 1992-től alelnöki minőségben működött, majd a Tudomány és Technológiai Állandó Bizottság tagja lett. A Magyar Atlanti Tanácsnak alelnöke volt; 1996-ban a CEMT elnöke; 1997-ben pedig az Eurocontroll elnöke lett.
2003 és 2007 között nagykövetként Magyarország OECD melletti Állandó Képviseletét vezette Párizsban.
1958 és 1964 között a magyar kardvívó válogatott tagja volt.

## Művei
- Lotz Károly–Gera György–Dedics Imre: A csomagolás gazdaságtana. Csomagolástechnikai szakközépiskola 3. oszt.; Közgazdasági és Jogi, Budapest, 1966
- Disztribúció szervezése. Szakirodalmi szöveggyűjtemény; szerk. Lotz Károly, Selmeci Lajos; Tankönyvkiadó, Budapest, 1979